# Synallaxis
Synallaxis är ett artrikt fågelsläkte i familjen ugnfåglar inom ordningen tättingar. Släktet omfattar 37 arter med utbredning i Latinamerika från södra Mexiko till norra Argentina:
- Ockrakindad taggstjärt (S. scutata)
- Gråbukig taggstjärt (S. cinerascens)
- Gråkronad taggstjärt (S. gujanensis)
- Vittyglad taggstjärt (S. albilora)
- Araguaiataggstjärt (S. simoni)
- Marañóntaggstjärt (S. maranonica)
- Större taggstjärt (S. hypochondriaca) – placerades tidigare det egna släktet Siptornopsis
- Fläckbröstad taggstjärt (S. stictothorax)
- Chinchipetaggstjärt (S. chinchipensis)
- Rostbukig taggstjärt (S. zimmeri)
- Skiffertaggstjärt (S. brachyura)
- Bogotátaggstjärt (S. subpudica)
- Rödskuldrad taggstjärt (S. hellmayri) – placerades tidigare i det egna släktet Gyalophylax
- Rostkronad taggstjärt (S. ruficapilla)
- Bahiataggstjärt (S. cinerea) – syn. whitneyi
- Pernambucotaggstjärt (S. infuscata)
- Mörk taggstjärt (S. moesta)
- Skallertaggstjärt (S. macconnelli)
- Flodtaggstjärt (S. cabanisi)
- Gråbröstad taggstjärt (S. hypospodia)
- Chiclitaggstjärt (S. spixi)
- Mörkbröstad taggstjärt (S. albigularis)
- Orinocotaggstjärt (S. beverlyae)
- Blekbröstad taggstjärt (S. albescens)
- Sotpannad taggstjärt (S. frontalis)
- Andinsk taggstjärt (S. azarae)
- Apurímactaggstjärt (S. courseni)
- Roraimataggstjärt (S. kollari)
- Yucatántaggstjärt (S. erythrothorax)
- Svartörad taggstjärt (S. candei)
- Svarthuvad taggstjärt (S. tithys)
- Santamartataggstjärt (S. fuscorufa)
- Rosttaggstjärt (S. unirufa)
- Svartstrupig taggstjärt (S. castanea)
- Streckbröstad taggstjärt (S. cinnamomea)
- Kastanjetaggstjärt (S. rutilans)
- Kastanjestrupig taggstjärt (S. cherriei)

Vitbukig taggstjärt (Mazaria propinqua) fördes tidigare till Synallaxis, men DNA-studier visar på närmare släktskap med chotoytaggstjärten (Schoeniophylax phryganophilus). 